# L6 Wombat
Die L6 Wombat ist eine britische Panzerabwehrkanone. Das Akronym Wombat steht für: Weapon Of Magnesium, Battalion, Anti-Tank.

## Technik
Die Waffe ist ein nach hinten offenes rückstoßfreies Geschütz und verfeuert reaktive Granaten. Hauptsächlich kommen HESH-Granaten (High Explosive Sqash Head), also Gefechtsköpfe mit Quetschkopf zum Einsatz. Die Granaten sind ungelenkt; neben einem optischen Visier ist am L6 auch ein Einschießgewehr für Leuchtspurmunition. Zur Gewichtsersparnis besteht das Rohr aus einer Magnesiumlegierung. Der Höhenrichtbereich liegt zwischen −8° und +17°. Die Waffe ruht auf einer einachsigen Radlafette und wurde im Einsatz der British Army von Land Rovern oder von Schützenpanzern des Typs FV 432 geschleppt.
Die L6 Wombat wurde 1962 eingeführt und kam im Falklandkrieg zum Einsatz. Im Laufe der 1980er Jahre ersetzte man sie schrittweise durch die französische MILAN-Lenkwaffe.